# Philemon
Philemon – rodzaj ptaków z rodziny miodojadów (Meliphagidae).

## Zasięg występowania
Rodzaj obejmuje gatunki występujące w Australii, Nowej Gwinei, wschodniej Indonezji, Archipelagu Bismarcka i Nowej Kaledonii.

## Morfologia i ekologia
Długość ciała 21–37 cm; masa ciała 46–223 g. Żywią się nektarem, owadami i innymi bezkręgowcami, kwiatami, owocami i nasionami.

## Systematyka
Rodzaj zdefiniował w 1816 roku francuski przyrodnik Louis Jean Pierre Vieillot w publikacji swojego autorstwa Analyse d’une nouvelle ornithologie élémentaire. Gatunkiem typowym jest filemon brązowy (Philemon moluccensis).

### Etymologia
- Philemon: gr. φιλημων philēmōn, φιλημονος philēmonos „kochający, całujący”[15].
- Philedon (Phyledon): gr. πιληδονος philēdonos „lubiący przyjemność”, od φιλεω phileō „kochać”; ἡδονη hēdonē „przyjemność”[16]. Gatunek typowy: Merops moluccensis J.F. Gmelin, 1788; Merops corniculatus Latham, 1790.
- Tropidorhynchus (Tropidorynchus, Tropidorhinchus, Terpidorhynchus): gr. τροπις tropis, τροπιδος tropidos „dziób statku”; ῥυγχος rhunkhos „dziób”[17]. Gatunek typowy: Merops corniculatus Latham, 1790.
- Philemonopsis: rodzaj Philemon Vieillot, 1816; gr. οψις opsis „wygląd”[18]. Gatunek typowy: Philemon meyeri Salvadori, 1878.
- Neophilemon: gr. νεος neos „nowy”; rodzaj Philemon Vieillot, 1816[19]. Gatunek typowy: Buphaga orienoides yorki[c] Mathews, 1912.
- Microphilemon: gr. μικρος mikros „mały”; rodzaj Philemon Vieillot, 1816[20]. Gatunek typowy: Buphaga orientalis Latham, 1790 (= Tropidorhynchus citreogularis Gould, 1837).
- Alphaphilemon: gr. αλφα alpha „pierwszy”; rodzaj Philemon Vieillot, 1816[21]. Gatunek typowy: Tropidorhynchus diemenensis Lesson, 1831.
- Argentiphilemon: zbitka wyrazowa epitetu gatunkowego Tropidorhynchus argenticeps Gould, 1839 i nazwy rodzaju Philemon Vieillot, 1816[22]. Gatunek typowy: Tropidorhynchus argenticeps Gould, 1840.

### Podział systematyczny
Do rodzaju należą następujące gatunki:
- Philemon citreogularis (Gould, 1837) – filemon białoszyi
- Philemon kisserensis A.B. Meyer, 1884 – filemon szary
- Philemon brassi Rand, 1940 – filemon cienkodzioby
- Philemon inornatus (G.R. Gray, 1846) – filemon ubogi
- Philemon meyeri Salvadori, 1878 – filemon mały
- Philemon eichhorni Rothschild & E. Hartert, 1924 – filemon wyspowy
- Philemon fuscicapillus (Wallace, 1862) – filemon ciemny
- Philemon albitorques P.L. Sclater, 1877 – filemon białokarkowy
- Philemon cockerelli P.L. Sclater, 1877 – filemon jasnoszyi
- Philemon diemenensis (Lesson, 1831) – filemon nowokaledoński
- Philemon argenticeps (Gould, 1840) – filemon sędziwy
- Philemon corniculatus (Latham, 1790) – filemon sępiogłowy
- Philemon moluccensis (J.F. Gmelin, 1788) – filemon brązowy
- Philemon subcorniculatus (Hombron & Jacquinot, 1841) – filemon szaroszyi
- Philemon plumigenis (G.R. Gray, 1858) – filemon tanimbarski
- Philemon buceroides (Swainson, 1838) – filemon dzioborogi